# Palazzo Macciocco
Il palazzo Macciocco è un palazzo storico di Napoli, ubicato in via Salvator Rosa.

## Storia e descrizione
Il palazzo venne certamente costruito nella prima metà del XVIII secolo, in quanto riportato per la prima volta nella Mappa del Duca di Noja. A commissionarlo fu il consigliere regio Antonio Macciocco.
Il palazzo è costituito da due corpi di fabbrica assemblati lungo un unico fronte e dotati di due portali in piperno identici per disegno. Le due scale, attribuite al Sanfelice, hanno un impianto spaziale diverso a causa della forma e delle dimensioni diverse dei cortili su cui affacciano. Quella al civico 103 è aperta ed a pianta pentagonale, mentre l'altra al civico 98 è "introversa" ed a pianta circolare.
In anni recenti i condomini hanno provveduto a restaurare una parte dei prospetti esterni del palazzo.